# Chrienowoje (rejon bobrowski)
Chrienowoje (ros. Хреновое) – wieś (sieło) w Rosji, w obwodzie woroneskim, w rejonie bobrowskim. W 2010 liczyła 4875 mieszkańców.

## Urodzeni
- Nikołaj Panin – rosyjski łyżwiarz figurowy.